# Ústředí ČSOB
Ústředí ČSOB (či centrála ČSOB či Kampus ČSOB) je sídlem Československé obchodní banky v Praze 5 - Radlicích, u stanice metra Radlická. Tato instituce se sem přesunula v roce 2007 z budov roztroušených po centru města. Komplex dnes zahrnuje dvě budovy spojené lávkou přemosťující Radlickou ulici. Celý Kampus čítá přes 55 000 metrů čtverečních kancelářských prostor, ve kterých pracuje více než 5000 lidí. Budovu zvanou NHQ a dokončenou v roce 2007 navrhl AP atelier pod vedením architekta Josefa Pleskota.  Autory novější budovy z roku 2019, zvané SHQ, jsou architekti Marek a Štěpán Chalupovi. 
Sídlí zde ČSOB a některé její dceřiné společnosti. Nachází se zde také klientská pobočka.

## Historie
O výstavbě nového sídla firmy se rozhodlo v roce 2002. Hlavním důvodem k výstavbě bylo soustředění roztroušených poboček po celém městě do jednoho sídla. Ve stejném roce proběhla  kombinovaná architektonická a obchodní soutěž, kterou vyhrála společnost Skanska s návrhem budoucího sídla ČSOB v Radlicích, jejž vyprojektoval ateliér AP atelier Josefa Pleskota. Výstavba probíhala od roku 2005 do začátku roku 2007. Součástí byla také rekultivace okolí (ČSOB například zrekonstruovala zdejší kapli sv. Jana Nepomuckého).

### Rozšíření

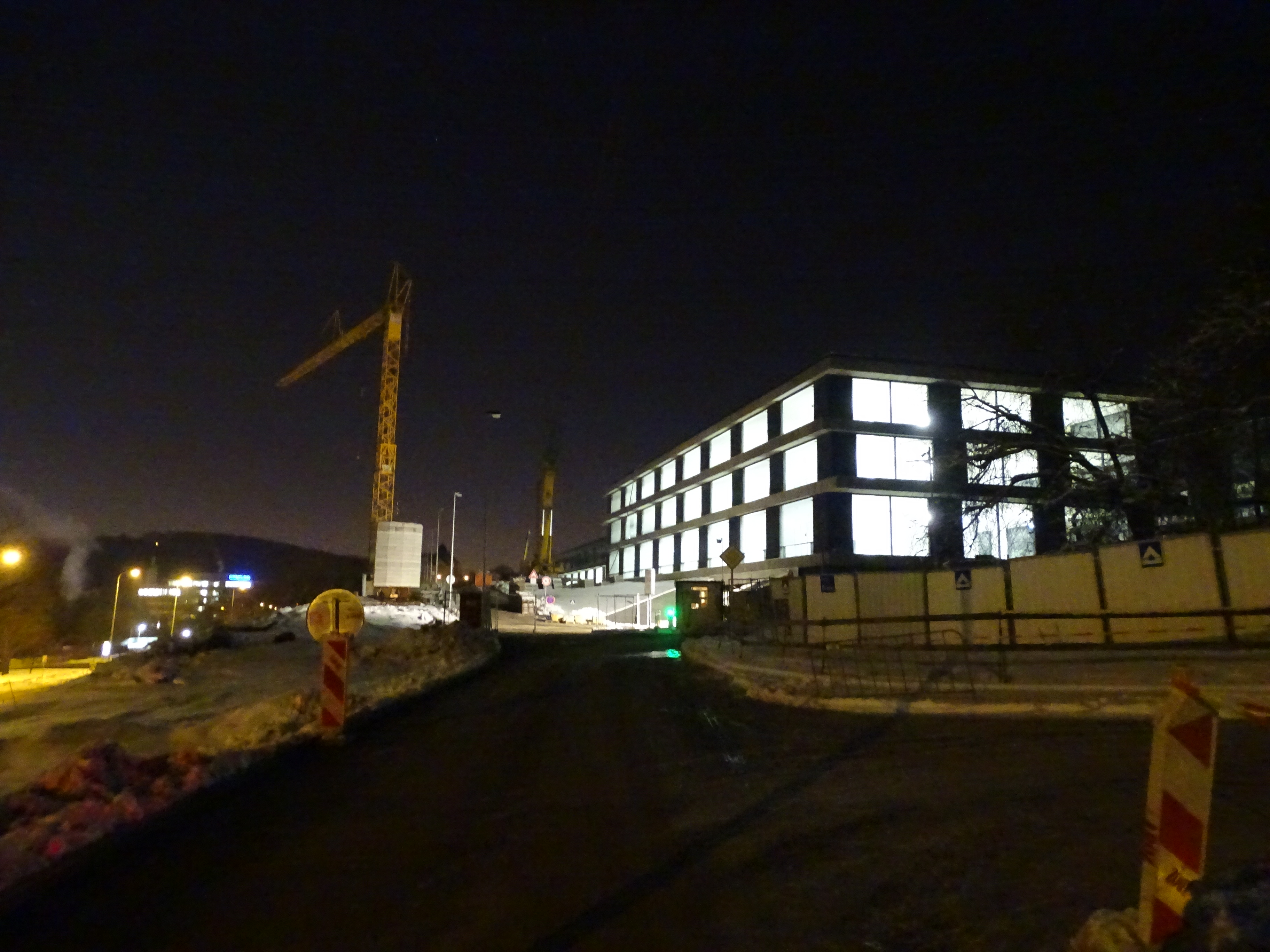
Staveniště nové budovy v únoru 2019

V roce 2013 banka oznámila záměr sídlo rozšířit a přestěhovat sem i zbývající společnosti své skupiny. Byla vyhlášena architektonická soutěž na novou budovu, kterou vyhrálo studio Chalupa architekti (Marek a Štěpán Chalupovi), a jejím generálním dodavatelem byla společnost Hochtief. Budova byla dokončena v únoru 2019.

## Popis

### Budova z roku 2007 (NHQ)
Centrálu ČSOB tvoří šest bloků propojených do jediného objektu. Budova má dva vstupy, jeden u stanice metra a druhý na západní straně komplexu. Nízký, ale rozsáhlý objekt je doplněn řadou atrií různé velikosti, poskytujících denní světlo pracovištím. Hlavní tepnou celého komplexu je 2100 metrů dlouhá „ulice“ v přízemí, na niž jsou navázány všechny sdílené funkce a služby – kavárna, jídelna, skupiny jednacích místností různých velikostí, konferenční sál, školka, lékařské středisko a další. Z tohoto centrálního prostoru se vstupuje šesti vertikálními jádry do třech kancelářských pater a rovněž k pavilónům umístěným na střešní zahradě, v nichž se nacházejí pracoviště pro více než 3 000 pracovníků. Střešní zahrady slouží zaměstnancům a vzhledem k mocnosti zeminy, která dosahuje až 1,4 metrů, tvoří zahradu nejen traviny a keře, ale také značné množství vzrostlých stromů. 

### Budova z roku 2019 (SHQ)
Novější budova je zasazená do úbočí nad Radlickou ulicí, kopíruje reliéf svahu. Z hlavního atria, kolem nějž jsou soustředěny sdílené služby, se rozbíhají nízké, 2–3 patrové pavilony s kancelářskými pracovišti. Se starší budovou (NHQ) je propojena zastřešenou lávkou přes Radlickou ulici. Všechny střechy jsou koncipovány a vybaveny jako pobytové zahrady a nachází se na nich mj. také cvičební nářadí a hřiště pro streetball. Objekt je šetrný k životnímu prostředí, energie pro vytápění i chlazení je získávána ze 177 geotermických vrtů  s hloubkou 150 metrů. Střešní zahrady slouží také k retenci dešťových vod a příznivě tak ovlivňují mikroklima v okolí objektu. Pod budovou se nachází parkoviště včetně zázemí pro cyklisty a nabíjecích stanic elektromobilů.
Budova z roku 2006 získala následující ocenění:
- Stavba roku 2007
- Grand Prix architektů 2008
- Čestné uznání Ministerstva životního prostředí v kategorii Novostavba 2008
- Certifikát LEED Gold
- CZGBC – Čestné uznání za přínos k rozvoji šetrného stavitelství 2013
- Zelená střecha roku 2021

Budova z roku 2019 získala následující ocenění:
- Certifikát LEED Platinum 2020
- Stavba roku – Cena CZ BIM 2019
- Kancelář roku v kategorii Finanční instituce 2019
- Best of realty – 1. místo v kategorii Nová administrativní centra 2020
- Best of realty – Environmentálně šetrný projekt 2020
- CZGBC – TOP 10 přelomových šetrných staveb 2009-2019
- Adapterra Awards 2020